# Ruun
Ruun — девятый студийный альбом норвежской метал-группы Enslaved, выпущенный 2 мая 2006 года на лейбле Candlelight Records.

## Об альбоме
Ruun продолжил переход группы от викинг-метала к блэк-металу с элементами прогрессива. В 2006 году альбом получил норвежскую музыкальную премию Spellemannprisen как лучший метал-альбом.

## Список композиций
| №                   | Название                    | Длительность |
| ------------------- | --------------------------- | ------------ |
| 1.                  | «Entroper»                  | 6:21         |
| 2.                  | «Path to Vanir»             | 4:25         |
| 3.                  | «Fusion of Sense and Earth» | 5:00         |
| 4.                  | «Ruun»                      | 6:49         |
| 5.                  | «Tides of Chaos»            | 5:16         |
| 6.                  | «Essence»                   | 6:18         |
| 7.                  | «Api-vat»                   | 6:57         |
| 8.                  | «Heir to the Cosmic Seed»   | 4:55         |
| Общая длительность: | Общая длительность:         | 46:03        |

## Участники записи
- Грутле Хьелльсон — бас-гитара, вокал
- Ивар Бьорнсон — гитара, клавишные
- Арве Исдал — гитара
- Като Беккеволд — ударные
- Гербранд Ларсен — клавишные, вокал